# Joseph Wang Dian Duo
Joseph Wang Dian Duo OAR (* 3. Februar 1921; † 27. Juli 2004 in Jinan) war ein römisch-katholischer Priester. Er war seit 1996 Bischof der Diözese Heze in der Volksrepublik China.
Nach Abschluss der Schulausbildung trat Joseph Wang Dian Duo 1938 in das Noviziat der Augustiner-Rekollekten ein. Am 16. März 1940 legte er seine ewige Profess ab. Nach dem Theologie- und Philosophiestudium in Hongkong ging er nach Manila, wo er am 3. März 1950 zum Priester geweiht wurde. Am 8. Dezember 1996 empfing er die Bischofsweihe.
Bischof Wang Dian Duo wurde mehrmals verhaftet: erstmals wurde er 1951 zu drei Monaten Haft verurteilt, 1955 wurde er zum zweiten Mal zu zehn Jahren Haft verurteilt und zum dritten Mal wurde er 1968 zu weiteren zehn Jahren Haft verurteilt. Nach Angaben von Gläubigen aus seiner Diözese soll er über 20 Jahre in Haft verbracht haben.
Bischof Wang Dian Duo war bekannt als Mann mit großem apostolischem Eifer. Mit dem Fahrrad besuchte er zehn Monate im Jahr die Pfarreien seiner Diözese, wo er die Gläubigen besuchte, Katechumenisten unterrichtete, die Sakramente spendete und versuchte die Gemeinschaft der Gläubigen, angefangen bei den Kultstätten, wiederaufzubauen.
Eines der Hauptanliegen des Bischofs war der Wiederaufbau der Anfang der 1980er Jahre zerstörten Kathedrale, die er selbst im Beisein von rund 20.000 Gläubigen im Jahr 2001 einweihen konnte. Bis heute ist die Kathedrale die einzige Kirche in der Diözese.
| Personendaten    | Personendaten         |
| ---------------- | --------------------- |
| NAME             | Wang Dian Duo, Joseph |
| KURZBESCHREIBUNG | katholischer Bischof  |
| GEBURTSDATUM     | 3. Februar 1921       |
| STERBEDATUM      | 27. Juli 2004         |
| STERBEORT        | Jinan                 |